# ارنست رودیجر اولدروگ
ارنست رودیجر اولدروگ (انگلیسی: Ernst-Rüdiger Olderog؛ زادهٔ ۴ ژوئن ۱۹۵۵) دانشمند رایانه، و استاد دانشگاه اهل آلمان است. وی استاد کاملی در دانشگاه اولدنبورگ در اولدنبورگ است.

## زندگی
در دانشگاه کیل در رشته علوم کامپیوتر، ریاضیات و جبر تحصیل می‌کرد، او در سال ۱۹۸۱ دکترای خود را با نظارت هانس لانگماک در مورد سیستم‌های شخصیت پردازی هورا برای برنامه‌نویسی مانند ALGOL دریافت کرد. اولدروگ استاد علوم نظری رایانه در دانشگاه کارل فون اوسیتسکی اولدنبورگ است. وی رئیس گروه توسعه سیستم‌های صحیح است که تحقیقات وی مربوط به حوزه نظریه برنامه‌نویسی است.